# Koviksudde och Skeviksstrand
Koviksudde och Skeviksstrand – miejscowość (tätort) w Szwecji, w regionie administracyjnym (län) Sztokholm, w gminie Värmdö.
Według danych Szwedzkiego Urzędu Statystycznego liczba ludności wyniosła: 290 (31 grudnia 2015), 320 (31 grudnia 2018) i 322 (31 grudnia 2019).